# بلوتو (أسطورة)

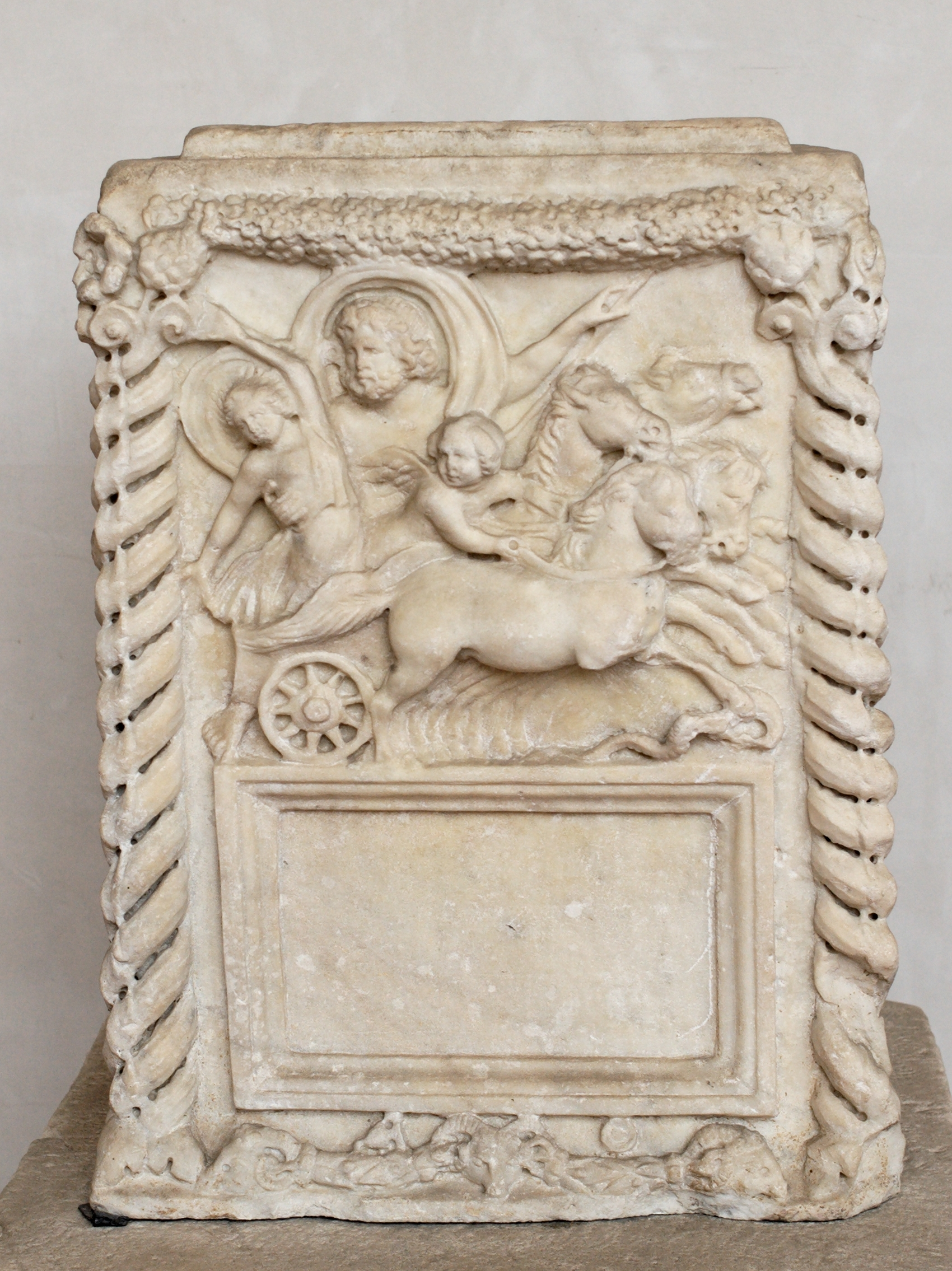
أيقونة رومانية من القرن الثاني الميلادي لبلوتو مع كيوبيد أثناء خطفه لبروسربينا مع أربعة أحصنة كوادريغا.

كان بلوتو (بالإنجليزية وباللاتينية: Pluto وPlūtō تباعًا) أو بلوتون (باليونانية: Πλούτων)‏ حاكم العالم السفلي في الميثولوجيا الكلاسيكية. كان اسم الإله الأول هاديس، وهو الاسم الذي أصبح استخدامه للعالم السفلي ذاته أكثر شيوعًا. في الديانة والأساطير الإغريقية، يمثل بلوتو مفهومًا أكثر إيجابيةً عن الإله الذي يرأس الحياة الآخرة. تكرر الخلط بين بلوتون وبلوتوس، إله الثروة اليوناني، لأن الثروة المعدنية كانت توجد في باطن الأرض، ولأن بلوتو بصفته أحد آلهة العالم الآخر كان يحكم الأرض العميقة التي تحتوي البذار اللازمة للحصاد الوافر. اتسع نطاق استخدام اسم بلوتون في أسرار اليوسيس، التي بُجل بلوتو فيها باعتباره حاكمًا صارمًا وزوجًا محبًا لبيرسيفوني. كان الزوجان يستقبلان الأرواح في الحياة الآخرة وابتُهل إليهما سويةً في النقوش الدينية، إذ أُشير إليهما باسمي بلوتون وكوري على التوالي. بخلاف ذلك، كانت المعابد والممارسات الدينية المقترنة بهاديس قليلة، وصُور بصفة خاطف بيرسيفوني الخبيث العنيف.
تختلف شخصيتا بلوتو وهاديس، لكنهما ليسا شخصين مستقلين ويتشاركان أسطورتين سائدتين. في علم أصل الكون اليوناني، تسلّم الإله حكم العالم السفلي في قسمة ثلاثية لسلطان العالم، يحكم فيها أخوه زيوس السماء وأخوه الآخر بوسيدون البحر. حكايته المحورية في الأسطورة هي اختطافه بيرسيفوني لتكون زوجته ومليكة مملكته. ظهر اسم بلوتون للمرة الأولى بصفة حاكم العالم السفلي في الأدب اليوناني العائد للفترة الكلاسيكية، في أعمال المسرح الإغريقي وأعمال الفيلسوف أفلاطون، الذي يُعد المصدر اليوناني الأساسي لأهميته. يظهر الإله تحت اسم بلوتو في أساطير أخرى بدور ثانوي، غالبًا بصفته مالكَ غرض ما في رحلة البحث عن هذا الغرض، وخصوصًا في هبوط أورفيوس وأبطال آخرين إلى العالم السفلي.
لفظة بلوتو (Plūtō) هي رَوْمنة اللفظة اليونانية بلوتون (Plouton). نظير بلوتو الروماني هو ديس باتر، الذي غالبًا ما يُفسر معنى اسمه إلى «الأب الثري» وربما هو ترجمة مباشرة للفظة بلوتون. رُبط بلوتو أيضًا بالإله الروماني المغمور أوركوس، ومثل هاديس، هو اسم كل من إله العالم السفلي والعالم السفلي كمكان. يُستخدم الاسم اليوناني المُعار بلوتو أحيانًا لحاكم الأموات في الأدب اللاتيني، ما أفضى ببعض الكتيبات الميثولوجية إلى التأكيد خطًا على أن بلوتو كان القرين الروماني لهاديس.[بحاجة لمصدر] صار بلوتو (Pluton بالفرنسية وبالألمانية، وPlutone بالإيطالية) الاسم الأكثر شيوعًا لحاكم العالم السفلي الكلاسيكي في الأدب وأشكال الفنون الغربية الأخرى اللاحقة.

## هِسْيُود
لا يظهر اسم بلوتون في الأدب اليوناني خاصة الفترة العتيقة. في قصيدة ثيوغونيا لهسيود، الأطفال الستة لكرونوس وريا هم: زيوس، وهيرا، وبوسيدون، وهاديس، وديميتر، وهيستيا. قسم الأطفال الذكور العالم إلى ثلاثة ممالك. أخذ هاديس بيرسيفوني قسرًا من أمها ديميتر، بموافقة زيوس. يظهر بلوتوس «الثروة»، في الثيوغونيا بصفته ابن ديميتر ولازيون: «بلوتوس الطيب، الذي يجوب الأرض قاطبة ويركب ظهر البحر الواسع، الذي يجعل كل من يلقاه ويقع بين يديه غنيًا، ويخلع كثير الثروة عليه». وُصف اتحاد ديميتر ولازيون في الأدويسة أيضًا، إذ حدث في حقل بَوَار حُرث ثلاث مرات، الأمر الذي يبدو أنه إشارة إلى جماع شعائري أو سحر تعاطفي لتحقيق خصوبة الأرض. «إن التشابه الذي يحمله اسم بلوتوس من بلوتون ...،» قيلَ «لا يمكن أن يكون من قبيل الصدفة. بلوتون هو سيد الموتى، لكن باعتباره زوج بيرسيفوني، له مزاعم جسيمة لقدرات الخصوبة». يمتزج ابن ديميتر بلوتوس في التقليد السردي مع صهرها بلوتو، ما يعيد تعريف سائق المركبة العنيد هاديس الذي تسحق خيوله الأرض المزهرة.
إن ربط إله العالم السفلي المُبكر بنجاح النشاط الزراعي أمر واضح بالفعل في قصيدة الأعمال والأيام لهسيود، الأبيات 465 – 469: «صلِّ لزيوس الأرضي وديميتر النقية ليُنبتا حبوب ديميتر المقدسة سليمة ووافرة، عند أول بدئك الحَرث، وقتما تضم في يدك نهاية عقب المحراث وتهبط بعصاك على ظهور الثيران بينما تجر لوح الأعمدة بأحزمة النير».

## بلوتون وبلوتوس
كان بلوتون واحد من أسماء هاديس الملطفة العديدة، الذي وُصف في الإلياذة بأنه الإله الأكثر بغضًا بالنسبة للفانين. قال أفلاطون أن الناس يفضلون اسم بلوتون، «مانح الثروة»، لأن اسم هاديس مثير للرعب. فُهم الاسم على أنه يشير إلى «ثروات الأرض اللامتناهية، كل من المحاصيل على سطحها -كان في الأصل إلهًا للأرض- والمناجم الخبيئة فيها». ما اعتُبر في بعض الأحيان «التباسًا» بين الإلهين بلوتون وبلوتوس («الثروة») قد حاز أو اكتسب أهمية لاهوتية في العصور القديمة. باعتباره سيدًا للوفرة أو الثروات، عبر بلوتو عن الجانب الإيجابي من العالم السفلي، المتمثل في الفن في «قرن الوفرة» (كورنوكوبيا)، وبهذا مُيز بلوتون عن هاديس الأكثر قتامة.
اعتبر الشاعر الروماني إينيوس (239 – 169 ق.م تقريبًا)، وهو الشخصية الرئيسية في هَليَنة الأدب اللاتيني، بلوتو إلهًا يونانيًا جرى تفسيره عن طريق نظيريه الرومانيين ديس باتر وأوركوس. من غير الواضح ما إذا كان لبلوتو وجود أدبي في روما قبل إينيوس. يعتقد بعض الباحثون أن الطقوس والمعتقدات التي تخص بلوتو قد دخلت الثقافة الرومانية بتأسيس الألعاب المدنيّة في عام 249 ق.م، وأن ديس باتر ليس إلا ترجمة لبلوتون. في منتصف القرن الأول ق.م، ربط شيشرون بلوتو بديس، شارحًا ذلك بأن: «الأرض بكل سلطانها وثروتها حرمة الأب ديس، وهو اسم لا فرق بينه وبين ديفيس، «الثري»، كما اليوناني بلوتون. ذلك لأن كل شيء يولد من الأرض وإلى الأرض يعود.
إبان حقبة الإمبراطورية الرومانية، ميز عالم الجغرافيا اليوناني سترابو (القرن الأول الميلادي) بين بلوتو وهاديس. في كتابة عن الثروة المعدنية في إيبيريا العتيقة (إسبانيا الرومانية)، يقول إنه من بين التوردانوسيين، «بلوتو من سكن المنطقة السفلى، لا هاديس». في مقالة عن الرثاء للأديب اليوناني لوقيان السميساطي (القرن الثاني الميلادي)، «ثروة» بلوتو هي الموتى الذين يحكمهم في الهيولى؛ بينما الاسم هاديس حكر على العالم السفلي ذاته.

### تعريفات أخرى
في الممارسة الدينية اليونانية، يُرى بلوتو أحيانًا على أنه «زيوس العالم الآخر» (Zeus Chthonios أو Zeus Catachthonios)، أو على الأقل على أنه حائز لوظائف أو أهمية مكافئة لخاصة زيوس لكنها تخص الأرض أو العالم السفلي. في الديانة الرومانية والهلنستية القديمة، يُربط بلوتو بعدد من الآلهة الأخرى، من بينهم سومانوس، إله الرعد الليلي الروماني؛ وفيبريوس، الإله الروماني الذي أخذ شهر فبراير اسمه من شعائره التطهيرية؛ والإله التوفيقي سيرابيس، الذي يُعتبر النظير المصري لبلوتو؛ والإله السامي موت. وصف فيلون الجُبيلي موت بأنه نظير ثاناتوس (الموت المُجسد) وبلوتو. لم يعتبر اليونانيون القدماء بلوتو «الموت» بذاته.